# Osvaldas Čiukšys
Osvaldas Čiukšys (ur. 19 maja 1966 w Wiłkomierzu) – litewski dyplomata, od 2006 do 2010 ambasador nadzwyczajny i pełnomocny Republiki Litewskiej w Republice Czeskiej. 

## Życiorys
Po ukończeniu szkoły średniej w Wilnie w 1984 studiował na Wydziale Handlu Uniwersytetu Wileńskiego (1984–1990) oraz międzynarodowe stosunki gospodarcze Wydziale Ekonomii tegoż uniwersytetu (1990–1991). W 1992 odbył staż w Światowej Organizacji Handlu. 
Po ukończeniu studiów podjął pracę w Ministerstwie Międzynarodowych Stosunków Gospodarczych Republiki Litewskiej, gdzie kierował Departamentem Handlu. Po reorganizacji resortów kierował do 1993 Departamentem Handlu Zagranicznego w Ministerstwie Spraw Zagranicznych. W 1993 stanął na czele spółki handlu zagranicznego "Ogmios Centras". Od 1995 do 2000 był dyrektorem generalnym firmy "Ogmios Laikas".
W kwietniu 2000 objął funkcję wiceministra gospodarki, którą sprawował do grudnia 2001, kiedy to mianowano go radcą ministerialnym w Ambasadzie Republiki Litewskiej w Warszawie i zastępcą szefa misji. Od marca 2004 do czerwca 2006 pełnił misję ambasadora na Łotwie, a od lipca 2006 do 2010 reprezentował Republikę Litewską w Pradze jako ambasador nadzwyczajny i pełnomocny. 
Deklaruje biegłą znajomość języka angielskiego, rosyjskiego i polskiego. 